# أمبروز

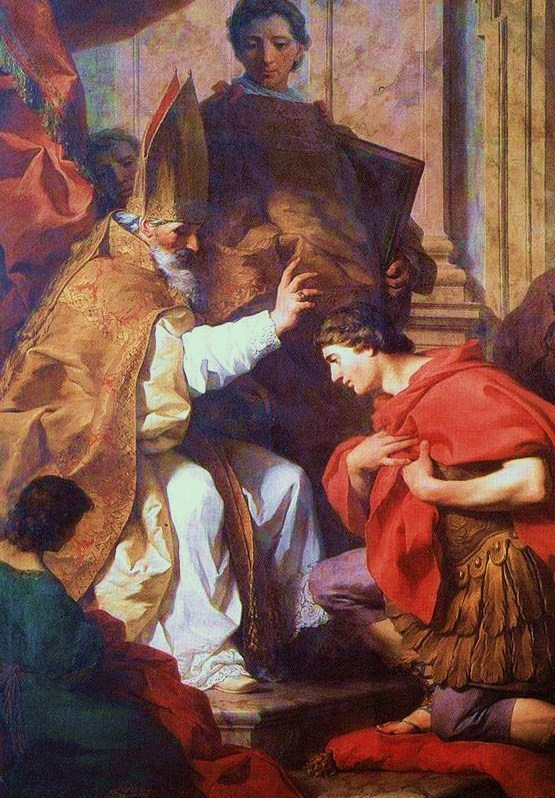
القديس أمبروز (على اليسار) مع ثيودوسيوس

أوريليوس أمبروزيوس (بالإنجليزية: Aurelius Ambrosius) كان قديس في مدينة ميلان، أصبح في القرن الرابع أحد الرموز المؤثرة في قيام الكنيسة. ولد أمبروز لعائلة رومانية مسيحية ما بين عامي 337 و 340 بعد الميلاد في ترير. بعد موت والده قرر أمبروز إكمال مسيرة أبيه وتعلم في روما الأدب، القانون، والبلاغة. ورسم أسقفاً في ديسمبر عام 374م، وانتقل إلى صفوف السمائيين في منتصف ليلة عيد القيامة 4 أبريل من عام 397م.

## حياته

### طفولته
لقد كان القديس أمبروسيوس أصغر أبناء أمبروسيوس – حاكم بلاد الغال (فرنسا) – في عهد قسطنطين الصغير. فكان له السلطان على نصف أوروبا تقريبا، ويشمل اسبانيا القديمة وفرنسا وبلجيكا وبروسيا والجزر البريطانية. وكان مقره الرئيسی تریف عاصمة الامبراطورية الشمالية التي تمتاز بمسارحها وصالات اجتماعاتها وحماماتها وجميع مستلزمات أي مدينة رومانية عظيمة. ويعتقد عموماً أن أسرة أمبروسيوس عاشت سنوات طويلة في تريف -أو بالقرب منها- تتمتع بشرف مزدوج: المركز المدني العظيم، وشرف المسيحية التي ترجع بهم إلى أجيال البطولة في الاضطهادات. ومن مفاخر هذه الأسرة، عذراء شهيدة تدعى «سوديريس» رفضت أن تقدم البخور للآلهة، فحُكم عليها بالتعذيب حتى الموت في عهد دقلديانوس.
وكان لهذه الأسرة أبناء ثلاثة: مارسيلينا (وهي الكبرى) وساتیروس، ثم أمبروسيوس أصغرهم، الذي كان أصغر من شقيقته بعشر سنوات. وكانت العلاقات بين هؤلاء الأشقاء الثلاثة من أجمل ما يكون.
وأما الوالد والوالدة فمعرفتنا عنهم قليلة. ويبدو أن مارسيللينا كانت بمثابة الوالدة والشقيقة لأخويها، وباعتبار كونها البكر فقد نذرت للرب وهي في طفولتها، عند عمادها.
وقد وُضع الملح، وهو رمز الحكمة وعدم الفساد، على شفاه أمبروسيوس في طفولته ورسم الصليب على حاجبه، ولكن معموديته تأخرت، ويروي سكرتير أمبروسيوس الخاص، عنه أنه لما كان طفلا مضجعاً في مهده في بهو قصر والده حطت أسراب من النحل على شفتيه (كما حدث لأفلاطون) وأخذت تدخل فمه وتخرج منه. فأضطربت المربية وحاولت طرد النحل، لكن والدي الطفل وأخته اقتربوا من الطفل ولم يسمحوا بإزعاجه أو بإزعاج النحل. وبعد برهة طار النحل وارتفع عاليا جدا حتى غاب عن الأنظار. وعندئذ قال الوالد: «هذا الطفل سيكون عظيما !».

### تكريس مارسيللينا
وعندما كان أمبروسيوس غلاماً ومارسيللينا فتاة في نحو التاسعة عشرة أو العشرين من عمرها وهي في منزل والدها الريفي الهادئ، سمعت صوت الشهيدة «سوديريس» التي كانت قد أستشهدت منذ خمسين عاماً تدعوها أن تتبعها وتنبذ العالم بما فيه وتكرس حياتها لخدمة الله، فأطاعت مارسيللينا وتوجهت إلى روما إلى منزل والدها بالقرب من الكابيتول.
وفي عيد الميلاد التالي (سنة 353م) تسلمت من البابا المسن ليبريوس قناع البتولية مع جمع من العذارى في كنيسة الفاتيكان. وحضر الاحتفال جمهور غفير من الناس وخطب فيهم ذلك الشيخ بكلمات الثناء والتشجيع قائلا: «إن المسيح سيتقبل نذركم». ووجه إلى مارسيللينا التي كان يعرفها جيداً ولاشك، كلمات خاصة قائلا: «أحبيه كثيرا يابنيتي فإنه صالح. فالأسفار الإلهية تقول أنه ليس صالح إلا الله فلتكن لنفسك أجنحة وليتجدد مثل النسر شبابك».
وفي نحو ذلك الوقت توفي الوالد وعادت أرملته إلى قصر الأسرة في روما بالقرب من الكابيتول.
وفي تلك الأيام، لم تكن العذارى الناذرات، تتركن منازلهن. فكان منزل الأم ديرا لمارسيللينا وهناك عاش الأربعة مع بعضهن، ومعهن صديقة لمارسيللينا نذرت نفسها هي أيضا لخدمة الرب. وعاش الكل حياة عائلية جميلة في بساطة ووداعة، يزيدها تكريس الابنة الوحيدة جلالاً وهيبة.
وفي إحدى المناسبات لما رأى الصبي أمبروسيوس سيدات في المنزل يقبلن يد الأسقف حسب العادة، مد إليهن يده قائلا: «قبلوا يدي لأني سأكون أسقفاً يوماً ما». ومما لاشك فيه أن وجود الوالدة الأرملة كان عاملاً في تقديس حياة الأسرة كلها. إلا أنه يبدو أن التأثير والإلهام الأكبر كان لمارسيللينا.
أما أمبروسيوس فكان يدعو أخته «القديسة المكرمة»، ولا عجب، فقد راعته في مهده وعاشت حتى ركعت بجوار قبره! … لقد كانت عظيمة لدرجة أنها فهمت أمبروسيوس، لقد كان لها من القوة ما يجعلها تستطيع أن تسنده، ولها من الحنو ما يكفي ليعزیه.

## أمبروسيوس الشاب
أما الشقيقان الآخران فقد كانا متقاربين في العمر، درسا معاً فی المدرسة وعملا معا في المنزل، وكان يندر أن تجدهما مفترقين، فإذا وُجدا أحدهما منفرداً كان هذا معناه أن الآخر لابد أن يكون مريضاً، وكان حديثهما لاينتهي حينما كانا يدرسان اللغة اليونانية.
كما درسا القانون الروماني والبيان والبلاغة تلك العلوم التي كانت مفتاح الحياة المدنية والسياسية، إذ لم يخلو البيان من الإطناب والألفاظ المنمقة في ذلك العصر، عصر الانحلال. وكان مجتمع روما مختلطاً. وكان في ذلك الزمان لايزال هناك ما يقرب من مائتين وخمسين معبداً وثنياً بالمدينة بكهنتها وطقوس ذبائحها. وكان أحد البيوت التي يتردد عليها الأخوان، بيت سيماخوس عمدة المدينة الوثني وابنه صديق العمر بالنسبة لأمبروسيوس الذي كان من أكبر المدافعين عن الوثنية، وكم ترافع ضد أمبروسيوس في مجلس الشيوخ.
وهكذا شهد الشقيقان أواخر عصر الوثنية بفلسفتها الرمزية وبصوفيتها الشرقية الغربية الممثلة في معابد ايزيس ومذابح «مثرا».
وكانا يزوران بيتا عظيماً أخر، هو بيت «بترونیوس بروباس»، الذي كان قد تنصر حديثاً، فانقلبت في بيته رائحة البخور الوثنية إلى رائحة التقوى المسيحية. وكان ذلك البيت في علاقة ود وتألف مع بيت «اينسئ» العظيم. وكان من نساء الأسرة مارسيلا وباولا ویوستكيوم ويوليانا وفابيولا.
وكان أيضا إيرينموس الشاب الذي من دلماطية الممتلئ غيرة كثيرا مايوجد هناك. وكانت المسيحية في ذلك العصر في أوج شبابها وعز انتصارها تجابه الوشية الجوفاء المتداعية الآخذة في الأفول. (وقد أثر على شباب أمبروسيوس يوليانس الجاحد في محاولته الرجعية لبعث الوثنية).

## كتبه
- «عن الدين»("De fide")
- "عن الروح القدس("De Spiritu Sancto")

## روابط خارجية
- أمبروز على موقع الموسوعة البريطانية (الإنجليزية)
- أمبروز على موقع ميوزك برينز (الإنجليزية)
- أمبروز على موقع ميوزك برينز (الإنجليزية)
- أمبروز على موقع إن إن دي بي (الإنجليزية)
- أمبروز على موقع ديسكوغز (الإنجليزية)
- أمبروز على موقع ديسكوغز (الإنجليزية)